# Dombrád
Dombrád är en mindre stad i distriktet Kisvárda i provinsen Szabolcs-Szatmár-Bereg i nordöstra Ungern. Dombrád hade år 2019 totalt  2 823 invånare.